# بنو قينقاع

بنو قينقاع هي إحدى القبائل الثلاث اليهودية التي كانت تسكن المدينة المنورة في القرن السابع الميلادي. قام نبي الإسلام محمد بطردهم من المدينة في عام 624 م في السنة الثالثة من الهجرة. بعد غدرهم لعهد الصلح بينهم وبين المسلمين.

## لمحة تاريخية
- ينتسبون إلى: قينقاع بن عمشيل بن منشي بن يوحنان بن بنيامين بن صارون بن نفتالي بن نافس بن حي بن موسى من ذرية منشا بن النبي يوسف بن النبي يعقوب بن النبي إسحاق.

وهم يهود عرب أقاموا في حصن كبير داخل يثرب من قبل البعثة. وكانوا يعملون في الصياغة والحدادة وكانوا حلفاء الخزرج ولهم سوق كبير في حصنهم.

## وصول رسول المسلمين محمد إلى المدينة
حينما هاجر رسول الإسلام محمد إلى المدينة عاهدهم على أن للمسلمين دينهم ونفقتهم ولليهود دينهم ونفقتهم وعلى النصرة على من حاربهم وعلى من يدهم يثرب.

## الجلاء
جاءت امرأة من العرب إلى أحد صاغتهم فراودوها فأبت فقام الصائغ بربط ثوبها بالكرسي وهي غافلة فلما نهضت كشف عن عورتها، فصاحت وولولت فوثب رجل من العرب فقتل الصائغ ثم شدت اليهود على العربي المسلم فقتلوه فاستصرخ أهل القتيل بالعرب المسلمين.
فحاصر المسلمون حصنهم بقيادة رسول الإسلام. فتدخل عبد الله بن أبي ابن سلول حيث أنهم من حلفائه وطالب الرسول محمد بتركهم، فتركهم له،لكن الرعب سيطر على الكثير منهم، فخرجوا للشام وخيبر.

## وصلات خارجية
- اليهود في المدينة